# Derecho laboral en Azerbaiyán
Legislación laboral de la República de Azerbaiyán consta del Código Laboral y leyes adecuados. El Código Laboral regula  las relaciones laborales entre empleados y empleadores, también las relaciones jurídicas entre ellos y órganos adecuados del poder estatal, personas jurídicos, también establece las normas mínimas que garantizan los derechos laborales de las personas físicas y la aplicación de esas normas.
En artículo 35 de la Constitución de la República de Azerbaiyán se garantiza para los ciudadanos el derecho laboral, en particularmente, elegir libremente el tipo de actividad, profesión, ocupación y lugar del trabajo, celebrar libremente los contratos de trabajo. No se puede obligar a trabajar o celebrar el contrato del trabajo.

## Contrato de trabajo
Los contratos del trabajo con arreglo a la legislación puede ser indefinido o para un plazo determinado, a tiempo parcial.
Un contrato de trabajo puede ser elaborarse en el forma escrito en dos ejemplares, uno para cada una de las partes contratantes (empleados y empleadores).  
Según las normas, el contrato de trabajo entra en vigor después del registro en el sistema electrónico de información. El empleado comienza trabajar tras la celebración del contrato de trabajo. 

### Responsabilidad penal
- la obligación a una persona a trabajar se castiga con una pena de 4 a 8 años de prisión;
- la infracción de las medidas de seguridad u otras normas de protección laboral se castiga en el caso de la perjudicación de la salud de las personas;
- la terminación del contrato de trabajo sin justificación con una mujer embarazada o con niño de tres años o persona, que está criando sola a sus hijos se conlleva responsabilidad penal.[2]

## Derechos y obligaciones
Desde el momento de entrada en vigor del contrato, entre el empleado y empleador se establecen las relaciones laborales.
La legislación laboral determina los derechos y obligaciones de ambas partes del contrato.

### De empleados
Los empleados tienen el derecho de
- obtener salario adecuado por su trabajo;
- obtener seguro social, pagado por el empleador;
- trabajar en las condiciones seguras y saludables;
- afiliar a un sindicato o cualquiera organización.

Los empleados deben abstenerse
- de violar la disciplina laboral;
- de violar de normas de seguridad;
- de divulgación de los secretos del Estado y comerciales;
- de violar los derechos laborales de sus colegas.

### De empleadores
Los empleadores tienen el derecho de
- aplicar las medidas disciplinarias debido a la interrupción de las normas de la legislación  y el contrato laboral;
- exigir indemnización por los daños causados por los empleados.

Los empleadores deben
- respetar los derechos de los empleados;
- ser responsable de cumplimiento de las condiciones de los contratos laborales;
- mejorar seguridad social, incluyendo el salario;
- establecer y mantener la seguridad y ambiente de trabajo saludable;
- formar las posibilidades iguales para los empleados;
- adoptar las medidas necesarias para prevenir la discriminación.

## Vacación remunerada
El código laboral de la República de Azerbaiyán prevé dos tipos de la vacación remunerada: principal y  adicional.
Vacación remunerada principal consta de 21 días. Para los empleados de algunas categorías la duración de la vacación se puede ser prolongado. Los profesores e investigadores tienen el derecho de la vacación remunerada principal de 56 días. El derecho de la vacación se relaciona con la duración del labor en una organización concreta. El empleado tiene el derecho de la vacación en el primer año de trabajo en una empresa después de 6 meses del trabajo permanente. Por acuerdo entre las partes la vacación anual se puede dividirse en los partes.

## Seguridad social
Pensión de jubilación - es el pago mensual para los ciudadanos para la compensación del ingreso perdido. Los ciudadanos tienen el derecho  a la pensión laboral de jubilación, independientemente del período de cotización.  
Se contemplan también las pensiones anticipadas para las personas, trabajos en un largo plazo en condiciones perjudiciales y peligrosas o mujeres con 5 niños.
La pensión de jubilación consta de tres elementos:
- mínima
- de seguro
- acumulativa.

Para el año 2017 la pensión mínima es 110 manat azerbaiyano.